# Boris Bilinskij
Boris Konstantinovič Bilinskij (Борис Константинович Билинский; Bender, 21 settembre 1900 – Catania, 3 febbraio 1948) è stato uno scenografo, costumista e cartellonista cinematografico russo.

## Biografia
Nel 1920, a vent'anni, fugge dalla Russia a causa della Rivoluzione (il paese natìo, Bendery, oggi si chiama Bender ed è situato nella Moldavia) e si stabilisce a Berlino dove lavorò per diversi teatri come decoratore, compreso il teatro Palast. 
Presto riparte per Parigi, nel 1923, dove lavora per la Albatros di Montreuil come costumista, anche per Jean Epstein e Ivan Mosjoukine e cartellonista cinematografico tra il 1924 e il 1927. Tra i manifesti che realizzò ci fu anche quello famosissimo di Metropolis il capolavoro di Fritz Lang, che divenne una delle icone del '900.
Dal 1930 cura le scenografie di diversi balletti russi come Bronislava Nijinska, Nicolas Evreinoff e Boris Romanov. Otto anni prima fece il suo debutto, sempre come scenografo e costumista, al cinema nel periodo muto. Nel 1936, mentre sta realizzando in Italia scenografie teatrali e per il balletto, si sposa con la figlia diciottenne del chirurgo Epifanio Scalia, Franca. 
Nel 1939, alla nascita della primogenita, si stabiliscono in Italia, e inizia a collaborare a diversi film italiani dal 1940. Alla dichiarazione di guerra, non può più far rientro in Francia. Inizia anche una collaborazione con lo scultore Antonio Pappalardo e si stabilisce a Catania, dove rimarrà fino alla morte improvvisa per malattia a soli 47 anni, dopo aver lavorato complessivamente a una quarantina di pellicole. 
Epifanio Scalia morirà tre anni più tardi, nel 1951, mentre la vedova, Franca Scalia, nel 1953 fa rientro in Francia dove vive tuttora. 
È sepolto nel Cimitero monumentale di Catania.

## Filmografia

### Costumista
- Âme d'artiste, regia di Germaine Dulac (1924)
- Le prince charmant, regia di Victor Tourjansky (1924)
- Le Lion des Mogols, regia di Jean Epstein (1924)
- Le prince charmant, regia di Viktor Tourjansky (1925)
- Casanova (Casanova), regia di Aleksandr Volkov (1927)
- L'imperatrice perduta (Geheimnisse des Orients), regia di Alexandre Volkoff (1928)
- Il conte di Montecristo (Monte Cristo), regia di Henri Fescourt (1929)
- Il diavolo bianco (Der weiße Teufel), regia di Aleksandr Volkov (1930)
- Kult ciała, regia di Michał Waszyński (1930)
- Tarakanova, regia di Raymond Bernard (1930)
- La femme d'une nuit, regia di Marcel L'Herbier (1930)
- Fra Diavolo, regia di Mario Bonnard (1931)
- La maison jaune de Rio, regia di Karl Grune e Robert Péguy (1931)
- Le Rosier de Madame Husson, regia di Bernard Deschamps (1932)
- Il principe ribelle, regia di Alexandre Volkoff (1933)
- L'equipaggio (L'équipage), regia di Anatole Litvak (1935)
- Il corriere dello zar (Der Kurier des Zaren), regia di Richard Eichberg (1936)
- Michel Strogoff, regia di Jacques de Baroncelli e Richard Eichberg (1936)
- I cosacchi del Volga (Stjenka Rasin), regia di Alexandre Volkoff (1936)
- La dama di Malacca (La dame de Malacca), regia di Marc Allégret (1937)
- La bataille silencieuse, regia di Pierre Billon (1937)
- Notte fatale (Le patriote), regia di Maurice Tourneur (1938)
- Les nuits blanches de Saint-Pétersbourg, regia di Jean Dréville (1938)
- Katia, regia di Maurice Tourneur (1938)
- Entente Cordiale. regia di Marcel L'Herbier (1939)
- Alba tragica (Le jour se lève), regia di Marcel Carné (1939)
- Tempeste (Tempêtes), regia di Bernard Deschamps (1940)
- Da Mayerling a Sarajevo (De Mayerling à Sarajévo), regia di Max Ophüls (1940)
- Senza cielo di Alfredo Guarini (1940)
- L'avventuriero di Venezia (Volpone), regia di Maurice Tourneur (1941)
- Ridi pagliaccio, regia di Camillo Mastrocinque (1941)
- Amore imperiale, regia di Aleksandr Volkov (1941)
- È caduta una donna, regia di Alfredo Guarini (1941)
- Orizzonte di sangue, regia di Gennaro Righelli (1942)
- Paura d'amare, regia di Gaetano Amata (1942)
- L'angelo bianco, regia di Giulio Antamoro e Federico Sinibaldi (1943)
- La carne e l'anima, regia di Vladimir Striževskij (1943)
- Lo sconosciuto di San Marino, regia di Michał Waszyński (1947)

### Scenografo
- Le Brasier ardent, regia di Ivan Mosjoukine e Aleksandr Volkov (1923)
- La femme d'une nuit, regia di Marcel L'Herbier (1930)
- La donna di una notte, regia di Marcel L'Herbier (1931)
- Senza cielo di Alfredo Guarini (1940)
- Amore imperiale, regia di Aleksandr Volkov (1941)
- Documento Z 3 (Documento Z-3), regia di Alfredo Guarini (1942)
- Orizzonte di sangue, regia di Gennaro Righelli (1942)
- La carne e l'anima, regia di Vladimir Striževskij (1943)
- Il marito povero, regia di Gaetano Amata (1946)